# Шафаренко Олег Леонідович
Олег Леонідович Шафаренко (31 жовтня 1981, м. Київ, СРСР) — український хокеїст та тренер. Майстер спорту. Головний тренер київського «Сокола».

## Ігрова кар'єра
Вихованець хокейної школи «Сокіл» (Київ). Перший тренер — Анатолій Дьомін. Виступав за «Беркут-ППО» (Київ), «Сокіл-2» (Київ), «Крижинка» (Київ), ХК «Київ», «Спартак» (Москва), «Хімволокно» (Могильов), «Динамо» (Мінськ), «Керамін» (Мінськ), «Шахтар» (Солігорськ), «Донбас» (Донецьк), «Юність» (Мінськ).
У складі національної збірної України провів 12 матчів (4 голи, 3 передачі); учасник чемпіонатів світу 2006, 2007, 2009 (дивізіон I), 2010 (дивізіон I) і 2011 (дивізіон I). У складі юніорської збірної України учасник чемпіонату світу 1999. У складі молодіжної збірної України учасник чемпіонату світу 2000.
7 квітня 2018 року став помічником головного тренера збірної України Олександра Савицького.
31 липня 2020 року призначений головним тренером МХК «Сокіл».

## Досягнення

### Як гравця
- Чемпіон СЄХЛ (1999)
- Чемпіон України (1999, 2004, 2009)
- Чемпіон Білорусі (2007, 2008, 2011), срібний призер (2010)
- Володар Кубка Білорусі (2010)
- Володар Континентального кубка (2011)

### Як тренера
- Чемпіон України (2021, 2022)
- Кубок України (2022)